# FFH-Gebiet Fockbeker Moor
Das FFH-Gebiet Fockbeker Moor ist ein NATURA 2000-Schutzgebiet in Schleswig-Holstein im Kreis Rendsburg-Eckernförde in der atlantischen biogeografischen Region und in der Naturräumlichen Haupteinheit Schleswig-Holsteinische Geest. Es liegt im Norden der Gemeinde Fockbek, grenzt im Süden an die Kreisstraße K 69, im Norden an die Gemeindegrenze der Gemeinde Lohe-Föhrden und im Osten an die Gemeindestraße Langenbrooker Weg, der in der Verlängerung nach Norden seinen Namen in Ahrenstedt ändert. Im Norden des FFH-Gebietes liegt eine 7 ha große Fläche, die zur Gemeinde Hohn gehört. Es hat eine Fläche von 375 ha. Die größte Ausdehnung liegt in Nordwestrichtung und beträgt 2,75 km. Die höchste Erhebung mit 12,4 m über NN liegt am Nordrand des FFH-Gebietes 113 m westlich des Kreuzungspunktes der Straße Knüll mit der Straße Krummenorter Heide, der niedrigste Bereich mit 8 m über NN liegt am Ostrand westlich des Langenbrooker Wegs im Tal des Fließgewässers Dorbek.
Fast die Hälfte der Fläche besteht aus den FFH-Lebensraumklassen Moor, Sümpfen und Uferbewuchs und der Rest überwiegend aus mesophilem Grünland und knapp einem Zehntel aus Aufforstungen, siehe Diagramm 1.
Auf der Karte der preußischen Landaufnahme von 1879 war das Fockbeker Moor ein großes Torfabbaugebiet mit einer Vielzahl von Torfstichen und Moordämmen zum Abtransport der Torfsoden.
Bis zum Beginn der Industrialisierung wurde das Moor für die Gewinnung von Torf als Brennstoff für den Eigenbedarf der Bevölkerung im Umkreis genutzt. Ab 1821 war es dann erlaubt, den Torf kommerziell zu nutzen. Dies ging einher mit der planmäßigen Entwässerung des Abbaugebietes. Die 1827 gegründete Eisenhütte im benachbarten Büdelsdorf nutzte den Torf zur Eisenverhüttung. Der kommerzielle Torfabbau endete 1958. Bis dahin waren 420 ha des ehemals 620 ha großen Moores vollständig abgetorft.

## FFH-Gebietsgeschichte und Naturschutzumgebung
Der NATURA 2000-Standard-Datenbogen (SDB) für dieses FFH-Gebiet wurde im November 1999 vom Landesamt für Landwirtschaft, Umwelt und ländliche Räume (LLUR) des Landes Schleswig-Holstein erstellt, im August 2000 als Gebiet von gemeinschaftlicher Bedeutung (GGB) vorgeschlagen, im Dezember 2004 von der EU als GGB bestätigt und im Januar 2010 national nach § 32 Absatz 2 bis 4 BNatSchG in Verbindung mit § 23 LNatSchG als besonderes Erhaltungsgebiet (BEG) ausgewiesen. Der SDB wurde zuletzt im Mai 2019 aktualisiert. Der Managementplan für das FFH-Gebiet wurde am 4. August 2017 veröffentlicht.
Das FFH-Gebiet Fockbeker Moor ist fast deckungsgleich mit dem am 3. September 2002 ausgewiesenem Naturschutzgebiet Fockbeker Moor. Letzteres ist mit 379 ha um 4 ha größer als das FFH-Gebiet. Es handelt sich hier im Wesentlichen um ein zusätzliches Flurstück an der Nordspitze des NSG. Das FFH-Gebiet liegt mit seinem südlichen Teil im Wasserschutzgebiet Rendsburg.
Die Eigentümerstruktur des FFH-Gebietes ist sehr breit gestreut. Neben 169 Privateigentümern gibt es 7 institutionelle Eigentümer wie die Gemeinden Fockbek und Alt Duvenstedt, die Stadt Rendsburg, der Kreis Rendsburg-Eckernförde, die Stiftung Naturschutz Schleswig-Holstein, das Unabhängige Kuratorieum Landschaft SH e.V. und der BUND.
Mit der Betreuung des Naturschutzgebietes Fockbeker Moor hat das Landesamt für Landwirtschaft, Umwelt und ländliche Räume des Landes Schleswig-Holstein (LLUR) gem. § 20 LNatSchG das Unabhängige Kuratorium Landschaft Schleswig-Holstein – Verband für Naturschutz und Landschaftspflege e.V. beauftragt.
Das LLUR hat im Juli 2017 ein BIS-Faltblatt des Besucher-Informationssystems des Landes Schleswig Holstein (BIS) in gedruckter und digitaler Form herausgegeben, das die Besucher über die Besonderheiten des FFH- und Naturschutzgebietes Fockbeker Moor aufklärt.
Am Rand des Gebietes befinden sich Rad- und Wanderwege. Von der K 69 im Südwesten gelangt man zu einem Parkplatz mit BIS-Infotafeln und einem Aussichtsturm. Dort beginnt der Rundwanderweg durch das Moor.

## FFH-Erhaltungsgegenstand
Laut Standard-Datenbogen vom Mai 2019 sind folgende FFH-Lebensraumtypen für das Gesamtgebiet als FFH-Erhaltungsgegenstände mit den entsprechenden Beurteilungen zum Erhaltungszustand der Umweltbehörde der Europäischen Union gemeldet worden (Gebräuchliche Kurzbezeichnung (BfN)):
FFH-Lebensraumtypen nach Anhang I der EU-Richtlinie:
- 4030 Trockene Heiden (Gesamtbeurteilung C)[18]
- 7120 Renaturierungsfähige degradierte Hochmoore (Gesamtbeurteilung B)[19]
- 7150 Torfmoor-Schlenken mit Schnabelbinsen-Gesellschaften (Gesamtbeurteilung B)[20]

Fast die Hälfte der FFH-Gebietsfläche ist mit FFH-Lebensraumtypen ausgewiesen, Den größten Anteil mit über 99 % aller im FFH-Gebiet vorkommenden FFH-Lebensraumtypen nimmt der LRT 7120 Renaturierungsfähige degradierte Hochmoore ein, siehe auch Diagramm 4. Dieser liegt im Wesentlichen im Zentrum des FFH-Gebietes. Am Ostrand befinden sich zwei kleine insgesamt 2,15 ha große Flächen mit dem LRT 4030 Trockene Heiden. Im Nordwesten besteht ein zusammenhängendes Gebiet aus einem Mosaik des vorherrschenden LRT 7120 Renaturierungsfähige degradierte Hochmoore mit dem LRT 7150 Torfmoor-Schlenken mit Schnabelbinsen-Gesellschaften. Über die Hälfte der Gebietsfläche ist keinem LRT zugeordnet. Diese Flächen liegen vornehmlich im Randbereich des FFH-Gebietes und bestehen unter anderem aus Intensivgrünland, Ackerflächen und im Süden aus Aufforstungen mit Nadelgehölzen.

## FFH-Erhaltungsziele
Aus den oben aufgeführten FFH-Erhaltungsgegenständen werden als FFH-Erhaltungsziele von besonderer Bedeutung die Erhaltung folgender Lebensraumtypen und Arten im FFH-Gebiet vom Ministerium für Energiewende, Landwirtschaft, Umwelt und ländliche Räume des Landes Schleswig-Holstein erklärt:
- 4030 Trockene Heiden
- 7120 Renaturierungsfähige degradierte Hochmoore
- 7150 Torfmoor-Schlenken mit Schnabelbinsen-Gesellschaften

## FFH-Analyse und Bewertung
Das Kapitel FFH-Analyse und Bewertung im Managementplan beschäftigt sich unter anderem mit den aktuellen Gegebenheiten des FFH-Gebietes und den Hindernissen bei der Erhaltung und Weiterentwicklung der FFH-Lebensraumtypen. Die Ergebnisse fließen in den FFH-Maßnahmenkatalog ein.

Fast alle LRT-Flächen haben im Standard-Datenbogen eine gute Gesamtbeurteilung zugesprochen bekommen, siehe Diagramm 5. Nur der LRT 4030 Trockene Heiden hat keine gute Bewertung bescheinigt bekommen.
Der Schutzstatus der Flächen des FFH-Gebietes Fockbeker Moor stellt sich mit Stand 13. Dezember 2021 wie folgt dar:
Knapp die Hälfte der Flächen hat sowohl den Schutzstatus für Natura-2000-Gebiete als FFH-Lebensraumtyp als auch gleichzeitig den eines gesetzlich geschützten Biotopes nach der Biotopverordnung des Landes Schleswig-Holstein vom 13. Mai 2019. Knapp 5 % der Fläche hat nur den Status eines gesetzlich geschützten Biotops. Knapp die Hälfte der Fläche unterliegt keinem der beiden Schutzstati, siehe auch Diagramm 6. Die Waldgebiete im Süden unterliegen nach § 1 des Landeswaldgesetzes des Landes Schleswig-Holstein einem besonderen Schutz.
Tabelle 1: FFH-Lebensraumtypen (LRT) und gesetzlich geschützte Biotoptypen im FFH-Gebiet Fockbeker Moor (Stand: 13. Dezember 2021)
| Biotopnummer  | Schutzstatus                   | Bezeichnung                                               | Fläche [m²] | LRT-Erhaltungszustand | Kartierdatum      |
| ------------- | ------------------------------ | --------------------------------------------------------- | ----------- | --------------------- | ----------------- |
| 325366020-410 | FFH-LRT und ges. gesch. Biotop | 7120 Renaturierungsfähige degradierte Hochmoore           | 194832      | C                     | 14. August 2017   |
| 325366020-401 | FFH-LRT und ges. gesch. Biotop | 7120 Renaturierungsfähige degradierte Hochmoore           | 9990        | B                     | 14. August 2017   |
| 325366020-401 | FFH-LRT und ges. gesch. Biotop | 7150 Torfmoor-Schlenken mit Schnabelbinsen-Gesellschaften | 14985       | B                     | 14. August 2017   |
| 325386020-401 | FFH-LRT und ges. gesch. Biotop | 7120 Renaturierungsfähige degradierte Hochmoore           | 33560       | B                     | 28. Juli 2017     |
| 325386020-401 | FFH-LRT und ges. gesch. Biotop | 7150 Torfmoor-Schlenken mit Schnabelbinsen-Gesellschaften | 1766        | B                     | 28. Juli 2017     |
| 325386020-404 | FFH-LRT und ges. gesch. Biotop | 7120 Renaturierungsfähige degradierte Hochmoore           | 99851       | C                     | 28. Juli 2017     |
| 325386020-425 | FFH-LRT und ges. gesch. Biotop | 7120 Renaturierungsfähige degradierte Hochmoore           | 1234        | B                     | 16. August 2017   |
| 325386020-418 | FFH-LRT und ges. gesch. Biotop | 7120 Renaturierungsfähige degradierte Hochmoore           | 16932       | B                     | 15. August 2017   |
| 325366020-402 | FFH-LRT und ges. gesch. Biotop | 7120 Renaturierungsfähige degradierte Hochmoore           | 17501       | B                     | 14. August 2017   |
| 325386020-423 | FFH-LRT und ges. gesch. Biotop | 6510 Magere Flachland-Mähwiesen                           | 5563        | C                     | 16. August 2017   |
| 325386020-408 | FFH-LRT und ges. gesch. Biotop | 7120 Renaturierungsfähige degradierte Hochmoore           | 125512      | C                     | 15. August 2017   |
| 325386020-450 | FFH-LRT und ges. gesch. Biotop | 7120 Renaturierungsfähige degradierte Hochmoore           | 17402       | C                     | 5. September 2017 |
| 325386020-407 | FFH-LRT und ges. gesch. Biotop | 7120 Renaturierungsfähige degradierte Hochmoore           | 11107       | B                     | 15. August 2017   |
| 325386020-406 | FFH-LRT und ges. gesch. Biotop | 7120 Renaturierungsfähige degradierte Hochmoore           | 9991        | B                     | 28. Juli 2017     |
| 325386020-406 | FFH-LRT und ges. gesch. Biotop | 7150 Torfmoor-Schlenken mit Schnabelbinsen-Gesellschaften | 1763        | B                     | 28. Juli 2017     |
| 325386020-409 | FFH-LRT und ges. gesch. Biotop | 7120 Renaturierungsfähige degradierte Hochmoore           | 101144      | C                     | 15. August 2017   |
| 325386020-420 | FFH-LRT und ges. gesch. Biotop | 6510 Magere Flachland-Mähwiesen                           | 6242        | C                     | 16. August 2017   |
| 325366020-405 | FFH-LRT und ges. gesch. Biotop | 7120 Renaturierungsfähige degradierte Hochmoore           | 3417        | B                     | 14. August 2017   |
| 325366020-405 | FFH-LRT und ges. gesch. Biotop | 7150 Torfmoor-Schlenken mit Schnabelbinsen-Gesellschaften | 10249       | B                     | 14. August 2017   |
| 325366020-404 | FFH-LRT und ges. gesch. Biotop | 7120 Renaturierungsfähige degradierte Hochmoore           | 179483      | B                     | 14. August 2017   |
| 325366020-404 | FFH-LRT und ges. gesch. Biotop | 7150 Torfmoor-Schlenken mit Schnabelbinsen-Gesellschaften | 19943       | B                     | 14. August 2017   |
| 325366020-412 | FFH-LRT und ges. gesch. Biotop | 7120 Renaturierungsfähige degradierte Hochmoore           | 14022       | B                     | 14. August 2017   |
| 325366020-412 | FFH-LRT und ges. gesch. Biotop | 7150 Torfmoor-Schlenken mit Schnabelbinsen-Gesellschaften | 2474        | B                     | 14. August 2017   |
| 325366020-413 | FFH-LRT und ges. gesch. Biotop | 7120 Renaturierungsfähige degradierte Hochmoore           | 1236        | C                     | 14. August 2017   |
| 325386018-438 | FFH-LRT und ges. gesch. Biotop | 7120 Renaturierungsfähige degradierte Hochmoore           | 15801       | C                     | 5. September 2017 |
| 325386020-431 | FFH-LRT und ges. gesch. Biotop | 7120 Renaturierungsfähige degradierte Hochmoore           | 70476       | B                     | 4. September 2017 |
| 325386018-401 | FFH-LRT und ges. gesch. Biotop | 7120 Renaturierungsfähige degradierte Hochmoore           | 171575      | B                     | 26. Juli 2017     |
| 325386020-402 | FFH-LRT und ges. gesch. Biotop | 7120 Renaturierungsfähige degradierte Hochmoore           | 8856        | C                     | 28. Juli 2017     |
| 325386018-402 | FFH-LRT und ges. gesch. Biotop | 7150 Torfmoor-Schlenken mit Schnabelbinsen-Gesellschaften | 14793       | B                     | 26. Juli 2017     |
| 325386018-410 | FFH-LRT und ges. gesch. Biotop | 7120 Renaturierungsfähige degradierte Hochmoore           | 84079       | B                     | 5. September 2017 |
| 325386018-403 | FFH-LRT und ges. gesch. Biotop | 7120 Renaturierungsfähige degradierte Hochmoore           | 13875       | C                     | 26. Juli 2017     |
| 325386020-445 | FFH-LRT und ges. gesch. Biotop | 7120 Renaturierungsfähige degradierte Hochmoore           | 23479       | B                     | 4. September 2017 |
| 325386020-445 | FFH-LRT und ges. gesch. Biotop | 7150 Torfmoor-Schlenken mit Schnabelbinsen-Gesellschaften | 4143        | B                     | 4. September 2017 |
| 325386020-451 | FFH-LRT und ges. gesch. Biotop | 7120 Renaturierungsfähige degradierte Hochmoore           | 14494       | B                     | 5. September 2017 |
| 325386020-419 | FFH-LRT und ges. gesch. Biotop | 7150 Torfmoor-Schlenken mit Schnabelbinsen-Gesellschaften | 1845        | B                     | 16. August 2017   |
| 325386020-426 | FFH-LRT und ges. gesch. Biotop | 6510 Magere Flachland-Mähwiesen                           | 9670        | C                     | 16. August 2017   |
| 325386020-427 | FFH-LRT und ges. gesch. Biotop | 6510 Magere Flachland-Mähwiesen                           | 22722       | C                     | 16. August 2017   |
| 325386020-417 | FFH-LRT und ges. gesch. Biotop | 7120 Renaturierungsfähige degradierte Hochmoore           | 20036       | B                     | 15. August 2017   |
| 325386020-417 | FFH-LRT und ges. gesch. Biotop | 7150 Torfmoor-Schlenken mit Schnabelbinsen-Gesellschaften | 1054        | B                     | 15. August 2017   |
| 325386020-428 | FFH-LRT und ges. gesch. Biotop | 6510 Magere Flachland-Mähwiesen                           | 45225       | C                     | 16. August 2017   |
| 325386018-439 | FFH-LRT und ges. gesch. Biotop | 7120 Renaturierungsfähige degradierte Hochmoore           | 7640        | C                     | 5. September 2017 |
| 325386018-404 | FFH-LRT und ges. gesch. Biotop | 7120 Renaturierungsfähige degradierte Hochmoore           | 57134       | C                     | 26. Juli 2017     |
| 325386018-408 | FFH-LRT und ges. gesch. Biotop | 7120 Renaturierungsfähige degradierte Hochmoore           | 66422       | B                     | 26. Juli 2017     |
| 325386018-407 | FFH-LRT und ges. gesch. Biotop | 7120 Renaturierungsfähige degradierte Hochmoore           | 2733        | C                     | 26. Juli 2017     |
| 325386018-405 | FFH-LRT und ges. gesch. Biotop | 7120 Renaturierungsfähige degradierte Hochmoore           | 57327       | B                     | 26. Juli 2017     |
| 325386018-419 | FFH-LRT und ges. gesch. Biotop | 7120 Renaturierungsfähige degradierte Hochmoore           | 6441        | B                     | 26. Juli 2017     |
| 325386018-428 | FFH-LRT und ges. gesch. Biotop | 7120 Renaturierungsfähige degradierte Hochmoore           | 14116       | B                     | 17. August 2017   |
| 325386018-422 | FFH-LRT und ges. gesch. Biotop | 7120 Renaturierungsfähige degradierte Hochmoore           | 4233        | B                     | 17. August 2017   |
| 325386018-421 | FFH-LRT und ges. gesch. Biotop | 7120 Renaturierungsfähige degradierte Hochmoore           | 27672       | C                     | 17. August 2017   |
| 325386018-405 | FFH-LRT und ges. gesch. Biotop | 7120 Renaturierungsfähige degradierte Hochmoore           | 57327       | B                     | 26. Juli 2017     |
| 325386018-426 | FFH-LRT und ges. gesch. Biotop | 7150 Torfmoor-Schlenken mit Schnabelbinsen-Gesellschaften | 4028        | B                     | 17. August 2017   |
| 325386018-427 | FFH-LRT und ges. gesch. Biotop | 7120 Renaturierungsfähige degradierte Hochmoore           | 10078       | C                     | 17. August 2017   |
| 325386018-444 | FFH-LRT und ges. gesch. Biotop | 6510 Magere Flachland-Mähwiesen                           | 5303        | B                     | 25. Mai 2018      |
| 325386018-418 | FFH-LRT und ges. gesch. Biotop | 7120 Renaturierungsfähige degradierte Hochmoore           | 5299        | B                     | 26. Juli 2017     |
| 325386018-410 | FFH-LRT und ges. gesch. Biotop | 7120 Renaturierungsfähige degradierte Hochmoore           | 2829        | C                     | 26. Juli 2017     |
| 325386018-417 | FFH-LRT und ges. gesch. Biotop | 7120 Renaturierungsfähige degradierte Hochmoore           | 2829        | C                     | 26. Juli 2017     |
| 325386020-414 | FFH-LRT und ges. gesch. Biotop | 4030 Trockene Heiden                                      | 519         | C                     | 15. August 2017   |
| 325386020-413 | FFH-LRT und ges. gesch. Biotop | 7120 Renaturierungsfähige degradierte Hochmoore           | 854         | C                     | 15. August 2017   |
| 325386020-410 | FFH-LRT und ges. gesch. Biotop | 7120 Renaturierungsfähige degradierte Hochmoore           | 2309        | C                     | 15. August 2017   |
| 325366020-415 | ges. gesch. Biotop             | GNm Mäßig nährstoffreiches Nassgrünland                   | 8549        |                       | 14. August 2017   |
| 325366020-415 | ges. gesch. Biotop             | GFf Artenreicher Flutrasen                                | 950         |                       | 14. August 2017   |
| 325366020-409 | ges. gesch. Biotop             | THd Vergraste Sandheide                                   | 35116       |                       | 14. August 2017   |
| 325366020-407 | ges. gesch. Biotop             | THd Vergraste Sandheide                                   | 3548        |                       | 14. August 2017   |
| 325386020-411 | ges. gesch. Biotop             | THd Vergraste Sandheide                                   | 77350       |                       | 15. August 2017   |
| 325386020-453 | ges. gesch. Biotop             | GNm Mäßig nährstoffreiches Nassgrünland                   | 1564        |                       | 25. Mai 2018      |
| 325366020-414 | ges. gesch. Biotop             | WBw Weiden-Bruchwald                                      | 1320        |                       | 14. August 2017   |
| 325366018-406 | ges. gesch. Biotop             | FSy Sonstiges Stillgewässer                               | 1760        |                       | 27. Juli 2017     |
| 325386018-423 | ges. gesch. Biotop             | THd Vergraste Sandheide                                   | 14476       |                       | 17. August 2017   |
| 325386018-414 | ges. gesch. Biotop             | NSs Großseggenried                                        | 834         |                       | 26. Juli 2017     |
| 325386018-442 | ges. gesch. Biotop             | GNm Mäßig nährstoffreiches Nassgrünland                   | 13623       |                       | 25. Mai 2018      |
| 325386018-443 | ges. gesch. Biotop             | GFr Sonstiges artenreiches Feuchtgrünland                 | 5754        |                       | 25. Mai 2018      |
| 325386018-441 | ges. gesch. Biotop             | WBw Weiden-Bruchwald                                      | 1900        |                       | 17. August 2017   |
| 325386020-416 | ges. gesch. Biotop             | THd Vergraste Sandheide                                   | 2020        |                       | 15. August 2017   |
| 325386020-415 | ges. gesch. Biotop             | THd Vergraste Sandheide                                   | 175         |                       | 15. August 2017   |
| 325386020-446 | ges. gesch. Biotop             | FSy Sonstiges Stillgewässer                               | 454         |                       | 4. September 2017 |
| 325386020-422 | FFH-LRT                        | 7120 Renaturierungsfähige degradierte Hochmoore           | 2129        | C                     | 16. August 2017   |
| 325386018-409 | FFH-LRT                        | 7120 Renaturierungsfähige degradierte Hochmoore           | 8813        | C                     | 26. Juli 2017     |
| 325386018-412 | FFH-LRT                        | 7120 Renaturierungsfähige degradierte Hochmoore           | 8298        | C                     | 26. Juli 2017     |
| 325386018-411 | FFH-LRT                        | 7120 Renaturierungsfähige degradierte Hochmoore           | 1420        | C                     | 26. Juli 2017     |

## FFH-Maßnahmenkatalog
Der FFH-Maßnahmenkatalog im Managementplan führt neben den bereits durchgeführten Maßnahmen geplante Maßnahmen zur Erhaltung und Entwicklung der FFH-Lebensraumtypen im FFH-Gebiet an. Konkrete Empfehlungen sind in einer Maßnahmenkarte für bisher durchgeführte Maßnahmen und einer für geplante Maßnahmen beschrieben. Die Maßnahmen sind zudem in 21 Maßnahmenblättern als Planungsmittel festgehalten.
Mit Beginn der 1980er Jahre wurde mit der Wiedervernässung des Fockbeker Moores begonnen. Das Gebiet wird durch drei Entwässerungsgräben, die das FFH-Gebiet in Richtung Südost durchziehen, in das Fließgewässer Dorbek entwässert. Es handelt sich hier um die Verbandsgewässer des Wasser- und Bodenverbandes Dorbek.

### Bisherige Maßnahmen
- Auf einer der beiden Flächen mit dem LRT 4030 Trockene Heiden wurde die Fläche geplaggt (Lage).
- Alle Moorflächen wurden weitgehend vom Baum- und Strauchbewuchs befreit (entkusselt).
- An der Südgrenze des Hochmoores wurde ein neuer Wall mit Überlauf zum Nadelwald angelegt. Damit erhöhte sich der Wasserstand bis zu einem Meter.
- Waldumbau des südlichen Nadelwaldes zu Mischwald.
- Errichtung der Aussichtsplattform (Lage).
- Erstellung eines Gutachtens zur Wiedervernässung.

### Notwendige Maßnahmen
Diese Maßnahmen sind zur Einhaltung des Verschlechterungsverbotes aus Sicht des LLUR zwingend notwendig. Alle Maßnahmen in der Maßnahmenkarte und den Maßnahmenblättern befinden sich zum Zeitpunkt der Veröffentlichung im Entwurfsstadium.

### Weitergehende und Sonstige Maßnahmen
Hier handelt es sich um freiwillige Maßnahmen, die das Einverständnis mit dem Eigentümer voraussetzen. Alle Maßnahmen in der Maßnahmenkarte und den Maßnahmenblättern befinden sich zum Zeitpunkt der Veröffentlichung im Entwurfsstadium.

## FFH-Erfolgskontrolle und Monitoring der Maßnahmen
Eine FFH-Erfolgskontrolle und Monitoring der Maßnahmen findet in Schleswig-Holstein alle sechs Jahre statt. Neuere Daten liegen nicht vor (Stand Dezember 2021).